# Proverka na dorogach
Proverka na dorogach (Проверка на дорогах) è un film del 1985 diretto da Aleksej Jur'evič German.

## Trama
Il film è ambientato nell'inverno del 1942 nel nord-ovest della Russia, in un'area occupata dai nazisti. Vi opera un distaccamento partigiano, che non ha nulla da sfamare, a seguito del quale il comandante Ivan Lokotkov decide di impadronirsi dello scaglione fascista con il cibo.